# 秦至
秦至，湖北黄安（今湖北红安）人，清朝政治人物。举人出身。
秦至曾于1692年接替廖庆良任娄县知县一职，1696年由李遇陛接任。